# Gelado de fruta

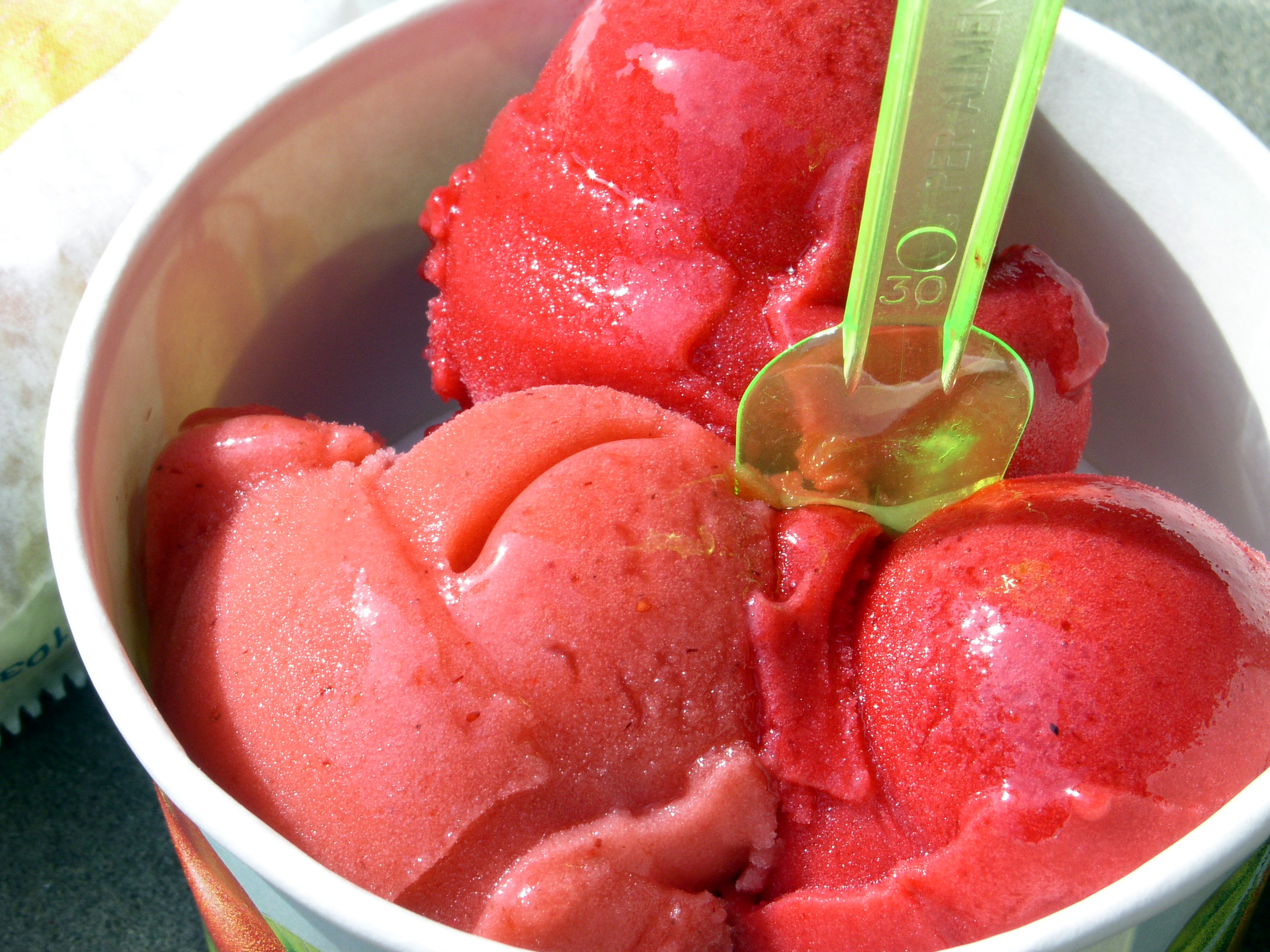
Sorbet

Um sorvete (também conhecido como sorbet no Brasil) é uma sobremesa gelada que, contrariamente ao gelado, não contém crème fraîche, leite ou gema de ovo. Consumido normalmente como sobremesa, é preparado a partir de um puré de fruta ao qual é adicionado água e xarope de açúcar.

## Etimologia
A palavra tem origem no italiano "sorbetto", a partir do turco "şerbet", que por sua vez tem origem no persa "šarbat" ou " شربة" (bebida elaborada à base de água e de sumo ou xarope de fruta açucarada).